# Han So-hee
Han So-hee (한소희?; Ulsan, 18 novembre 1993) è un'attrice sudcoreana, nota per il ruolo di Yeo Da-kyung in The World of the Married.

## Biografia
Han So-hee (한소희) è nata il 18 novembre 1993 nella città di Ulsan, Corea del Sud. Ha frequentato la Ulsan Girls' High School e la Ulsan High School of Arts
.

## Filmografia

### Televisione
- Reunited Worlds – serie TV (2017)
- Money Flower – serie TV (2017)
- 100 Days My Prince – serie TV (2018)
- After the Rain – serie TV (2018)
- Abyss – serie TV (어비스?, EobiseuLR) – serie TV (2019)
- The World of the Married – serie TV (2020)
- Nevertheless – serie TV (2021)
- My Name – serie TV (2021)
- Soundtrack #1 – serie TV (2022)
- La creatura di Gyeongseong – serie TV (2023)

### Video musicali
- Tell Me What To Do (2016) degli Shinee
- That Girl (2017) di Jung Yong-hwa (feat. Loco)
- The Hardest Part (2018) di Roy Kim
- You&I (2019) di MeloMance
- Seven (2023) di Jung Kook

## Riconoscimenti
- Asia Artist Awards
  - 2020 – Premio miglior attore esordiente per The World of the Married[5]
  - 2021 – Premio migliore attrice[6][7]
- Brand of the Year Awards
  - 2020 – Premio migliore attrice esordiente per The World of the Married[8]
- Korea First Brand Awards
  - 2020 – Premio migliore attrice stella nascente per The World of the Married[9]
- Kinolights Awards
  - 2021 – Attrice dell'anno (Corea del Sud) per Nevertheless e My Name[10]